# Frattura a legno verde
Una frattura a legno verde è una frattura che si verifica in un osso giovane, morbido ed elastico, nella quale l'osso si piega e non si rompe. Le fratture a legno verde di solito si verificano più spesso durante l'infanzia e nell'adolescenza, quando le ossa sono più molli (con minor grado di calcificazione). Proprio il grado di elasticità dell'osso fa sì che questo possa resistere ai traumi non rompendosi ma deformandosi. Le "fratture a legno verde" sono chiamate in questo modo a causa dell'analogia di comportamento di un ramo verde, quando viene sollecitato oltre il grado di rottura: il legno quasi sempre si piega piuttosto che rompersi completamente.

## Classificazione
Le fratture pediatriche possono essere classificate come complete e incomplete: 
- Incomplete: ci sono tre forme base di fratture incomplete:
  - La prima è la tipica frattura a legno verde, una frattura trasversale della corticale che si estende verso la metà dell'osso e si orienta lungo l'asse longitudinale dell'osso stesso, ma senza interrompere la corticale opposta.
  - La seconda forma è la cosiddetta frattura di toro o fibbia frattura, spesso una frattura instabile causata da un impatto. Di solito questo tipo di frattura è il risultato di una forza che agisce sull'asse longitudinale dell'osso. Tipicamente è osservabile in conseguenza di una caduta su un braccio disteso, e in questo caso coinvolge principalmente la metafisi distale del radio. Il termine ''frattura di toro'' deriva dal latino torus, che significa protuberanza, gonfiore.[1]
  - Il terzo tipo è la cosiddetta frattura ad arco o frattura arcuata in cui l'osso si viene ad incurvare lungo il suo asse longitudinale.[2]
- Fratture complete

In questa fascia di età si registrano anche fratture epifisarie, ovvero fratture che coinvolgono il piatto epifisario, la cartilagine di coniugazione che si trova tra la diafisi e l'epifisi, riscontrabile per tutto il periodo di sviluppo, ma non presente negli adulti. La classificazione di Salter-Harris è probabilmente la classificazione più usata per descrivere queste fratture.

## Segni e Sintomi
Alcune caratteristiche cliniche delle fratture a legno verde sono simili a quelle di una normale frattura ossea: in particolare a dominare il quadro clinico è il dolore localizzato nell'area colpita. Tuttavia in molti casi nelle fratture a legno verde il dolore molto intenso, la tumefazione e la deformità tipiche delle fratture può essere assente o decisamente limitata. In casi più rari, specie nel bambino molto piccolo, la frattura a legno verde può essere completamente asintomatica. Se sintomatica (dolorosa) i bambini più grandi tendono a proteggere la parte fratturata (ad esempio tenendosi il polso) mentre i bambini che non si esprimono ancora verbalmente possono semplicemente piangere in modo inconsolabile. Se la frattura a legno verde si associa ad una modesta deformità può essere difficoltoso differenziarla da una lesione coinvolgente i tessuti molli (ad esempio una contusione o un trauma distorsivo. Le fratture a legno verde sono normalmente fratture stabili, proprio perché almeno una parte dell'osso rimane intatta e non interrotta.

## Patogenesi e fattori di rischio
Le fratture a legno verde si verificano in seguito all'azione di forze di flessione. Tra i fattori di rischio rientrano tutte le attività ad alto rischio di caduta. Le ossa del braccio, in particolare radio e ulna, sono quelle con maggiori possibilità di essere lesionate, ciò per la naturale reazione a gettare le braccia avanti, per proteggersi quando si cade. La frattura a legno verde di solito si verifica nei bambini e negli adolescenti perché le loro ossa sono più flessibili (le forze traumatiche infatti tendono a formare delle 'crepe' nell'osso). Nell'anziano, invece, le stesse forze che agiscono su ossa più fragili e osteoporotiche solitamente comportano una frattura completa.

## Trattamento
Il trattamento delle fratture a legno verde non è dissimile da quello di altre fratture. L'osso deve quindi essere immobilizzato in modo da potersi rimodellare correttamente. Se nell'adulto il trattamento in gesso di una frattura è la scelta di immobilizzazione più comune, nel bambino e nell'adolescente il posizionamento di una stecca rimovibile si rivela spesso altrettanto valido e può migliorare la compliance del paziente, potendo anche essere brevemente rimosso per un bagno o per la doccia. Le stecche rimovibili tendenzialmente danno risultati migliori rispetto ad un'immobilizzazione in gesso nei bambini con 'frattura di toro' del radio distale. Se il paziente a distanza di 4 settimane è in miglioramento clinico, non è sempre necessario ripetere le radiografie (specialmente il paziente è un bambino piccolo, per il quale è opportuno avere un ragionevole atteggiamento di radioprotezione).